# الهيئة العامة للأمن الغذائي
الهيئة العامة للأمن الغذائي هي هيئة حكومية سعودية، يقوم عملها على تحقيق التنمية الاقتصادية وتوفير احتياجات المواطنين بأهم السلع الغذائية بالمملكة العربية السعودية.
وكان اسمها المؤسسة العامة للحبوب قبل أن تتحول إلى هيئة في 17 يناير 2023 بقرار صادر من مجلس الوزراء، وقبل ذلك كانت تُسمى المؤسسة العامة لصوامع الغلال ومطاحن الدقيق.

## التاريخ
- أنشئت بمقتضى مرسوم ملكي في 25 ربيع الأول عام 1392 هـ، وخطط لها على عدة أهداف أهمها: تكوين صناعة متكاملة لتخزين الغلال وإنتاج الدقيق وتصنيع علف الحيوان، إدخال صناعات غذائية أخرى مرتبطة أو مكملة لما ذكر، تسويق منتجات المؤسسة داخل المملكة العربية السعودية، شراء الغلال وإيجاد مخزون احتياطي مناسب منه لمواجهة الظروف الطارئة، الأخذ بعين الاعتبار أهداف السياسة الزراعية المعتمدة.[3][4]، وقد كانت الصوامع المنزلية مبنية من الطين داخل غرفة في منزل المزارع يستخدمها لتخزين الحبوب، والصومعة عبارة عن أسطوانة دائرية مرتفعة ومفتوحة من أعلى لادخال الحبوب إلى الصومعة ثم تغطى بإحكامٍ بغطاء خشبي، وبالصومعة فتحة جانبية في وسطها فتحة وأخرى في اسفل قاعدتها، وتستخرج الحبوب من الفتحة الجانبية ثم تغلق بإحكام مما يحفظها من الحشرات والفئران.[5]
- في 17 يناير 2023م صدر قرار مجلس الوزراء بتحويل «المؤسسة العامة للحبوب» إلى هيئة باسم «الهيئة العامة للأمن الغذائي»[2]
- في ديسمبر 2024م أطلقت الهيئة العامة للأمن الغذائي هويتها البصرية الجديدة، وتعكس الهوية دورالهيئة في سبيل الرّيادة في قيادة جهود الأمن الغذائي.[6]

## مهام الهيئة واختصاصاتها
تهدف الهيئة إلى تنظيم الأمن الغذائي وتطويره وتعزيزه، بما يكفل حماية المصالح الحيوية للدولة وأمنها الوطني، ومراقبة الالتزام بالأنظمة والخطط الصادرة بشأنه.
1- اقتراح مشروعات الأنظمة واللوائح ذات الصلة باختصاصاتها، واقتراح تعديل النافذ منها، والرفع عما يتطلب اتخاذ إجراءات نظامية في شأنه.
2- مراجعة استراتيجية الأمن الغذائي، وتطويرها وتحديثها متى ما لزم الأمر، وإعداد خطة تنفيذها، وذلك بالتنسيق مع الجهات المعنية، والرفع عما يتطلب اتخاذ إجراءات نظامية في شأنه.
3- التنسيق مع جميع الجهات المعنية بمنظومة الأمن الغذائي، لتنظيم الجهود ذات الصلة بالمنظومة.
4- العمل على توفير البيئة الاستثمارية الملائمة للقطاع الغذائي بما يعزز من الأمن الغذائي، وذلك بالتنسيق مع الجهات المعنية.
5- تصميم نظام للإنذار المبكر للأمن الغذائي بالتنسيق مع الجهات المعنية، والرفع عما يتطلب استكمال إجراءات نظامية في شأنه.
6- وضع خطط للاستجابة للطوارئ المتعلقة بمنظومة الأمن الغذائي والتعافي منها، وتحديثها، وذلك بالتنسيق مع الجهات المعنية.
7- وضع خطط الخزن الاستراتيجي ذات الصلة بمنظومة الأمن الغذائي بالتنسيق مع الجهات المعنية، والرفع عما يلزم استكمال إجراءات نظامية في شأنه.
8- وضع المعايير والإجراءات والنماذج ذات الصلة بمجالات الأمن الغذائي.
9- وضع الضوابط والاشتراطات اللازمة، لما تصدره من تراخيص وفقًا لاختصاصها.
10- إصدار التراخيص لمرافق تخزين السلع المستهدفة بخطط الخزن الاستراتيجي المتصلة بمنظومة الأمن الغذائي.
11- قياس مستويات الفقد والهدر الغذائي، وتحديد مستهدفات الحد منها، وذلك بالتنسيق مع الجهات المعنية.
12- وضع برامج توعية للحد من الفقد والهدر الغذائي بالتنسيق مع الجهات المعنية، ومتابعة تنفيذها.
13- وضع خطة شاملة لبناء القدرات ذات الصلة بمنظومة الأمن الغذائي، بالتنسيق مع الجهات المعنية.
14- متابعة الامتثال للأنظمة والتشريعات ذات الصلة بمنظومة الأمن الغذائي، واتخاذ الإجراءات اللازمة بالتنسيق مع الجهات المعنية حيال ما يرصد من مخالفات لتلك الأنظمة والتشريعات.
15- رصد البيانات اللازمة لدعم التحليلات والكشف الاستباقي للأزمات المتعلقة بمنظومة الأمن الغذائي وجمعها، واتخاذ الإجراءات اللازمة حيالها بما يضمن تفادي تلك الأزمات.
16- مراقبة السلع المستهدفة بخطط الخزن الاستراتيجي المتصلة بمنظومة الأمن الغذائي المخزنة لدى القطاع الخاص، وآليات تدويرها واستخدامها، واتخاذ ما يلزم من إجراءات حيال ما ترصده الهيئة في هذا الشأن.
17- إبرام الاتفاقيات ومذكرات التفاهم ذات الصلة بمجالات الأمن الغذائي مع الجهات المعنية داخل المملكة وخارجها، وفقًا للإجراءات النظامية المتبعة.
18- عقد المؤتمرات والندوات وجلسات العمل ذات الصلة بمجالات الأمن الغذائي، والاشتراك فيها داخل المملكة وخارجها، وفقًا للإجراءات النظامية المتبعة.
19- دعم البحوث والدراسات، وإجراؤها في مجالات الأمن الغذائي، سواءً بشكل منفرد أو بالاشتراك مع الجهات ذات العلاقة.
20- تمثيل المملكة -إقليميًا ودوليًا- في حدود مجالات الأمن الغذائي، وفقًا للإجراءات النظامية.

## مجلس الإدارة
للهيئة مجلس إدارة برئاسة وزير البيئة والمياه والزراعة وعضوية كل من:
- وزير البيئة والمياه والزراعة، (الرئيس).
- المحافظ، (عضو).
- ممثل من وزارة البيئة والمياه والزراعة، (عضو).
- ممثل من وزارة المالية، (عضو).
- ممثل من وزارة التجارة، (عضو).
- ممثل من وزارة الداخلية، (عضو).
- ممثل من مجلس المخاطر الوطنية، (عضو)
- ممثل من الهيئة العامة للغذاء والدواء، (عضو)
- ممثلين من القطاع الخاص من ذوي الخبرة والاختصاص بمجال عمل الهيئة، يعينان بأمر من رئيس مجلس الوزراء بناءً على ترشيح من وزير البيئة والمياه والزراعة، (أعضاء).[8]

## فروع الهيئة
تغطي فروع الهيئة مناطق السعودية كافة، فلها 15 فرعاً هي: الرياض ،الخرج، الدمام ، جدة ، المدينة المنورة (قبل التحول) ، تبوك ، حائل، خميس مشيط، وادي الدواسر، القصيم، الاحساء،الجوف ،جازان ، الجموم ، ينبع. تدير الهيئة (25 مطحنة موزعة قبل التحول) على 10 فروع.

## نشاطات الهيئة
- صوامع الغلال تخزين القمح والمحافظة عليه إلى أن يوجه للمطاحن أو التصدير
- مطاحن الدقيق* طحن القمح وإنتاج أنواع متعددة من الدقيق تناسب كافة الأغراض، وإنتاج مشتقات أخرى من القمح كالجريش والهريس والمفلق، وجميعها تُستخدم في الأكلات الشعبية، كما تُستخلص منها النخالة حيث يستفيد منها الإنسان والحيوان.
- مصنع الأعلاف* لانتاج الاعلاف اللازمة لتغذية مختلف أنواع الثروة الحيوانية والداجنة.
- مختبرات الجودة تقوم بفحص القمح المورد من المزارعين للتأكد من جودته وخلوه من الشوائب والآفات وفحص مواد الإنتاج للتأكد من صلاحيتها قبل إدخالها العمليات الإنتاجية ثم فحص المنتجات بعد الإنتاج للتأكد من جودتها ونظافتها قبل التسويق.
- خطوط تعبئة الإنتاج* تعبئة المنتجات في عبواتٍ تُناسب كافة أغراض الاستخدام.
- وحدات التنقية تعمل على تنقية القمح وتعبئته تمهيداً لتسويقه.
- وحدات التفريغ تفريغ الغلال ورفعها إلى الصوامع، ومن شحنها.
- شعبة الصيانة القيام بتركيب المعدات وصيانتها وإصلاح أي خلل يطرأ عليها.[10]

خاصة بشركات المطاحن الاربعة بعد التخصيص والتحول الى هيئة*

## انظر ايضاً
- المطاحن الأولى
- المطاحن الثانية
- المطاحن الثالثة
- المطاحن الرابعة

## وصلات خارجية
- المؤسسة العامة لصوامع الغلال ومطاحن الدقيق